# Коле Оливо (Терни)
Коле Оливо је насеље у Италији у округу Терни, региону Умбрија.
Према процени из 2011. у насељу је живело 15 становника. Насеље се налази на надморској висини од 586 м.